# Municipio
Municipio (spaniolă: [muniˈθipjo] sau pronunție în spaniolă [muniˈsipjo], italiană: [muniˈtʃipjo]) și município (portugheză: [muniˈsipiu]) sunt termeni folosiți pentru diviziuni administrative ale țărilor în care limba spaniolă sau portugheză este oficială. Aceștia sunt traduși de obicei ca municipiu, dar uneori și ca municipalitate (care literalmente este echivalent cu municipalidad în spaniolă și cu municipalidade în portugheză).

## Utilizare
| Țara                 | Termen                                                                     | Articol                                | Administrat de                                                      |
| Angola               | Município                                                                  | Municipiile Angolei                    |                                                                     |
| Argentina            | Municipio                                                                  | Municipiile Argentinei                 |                                                                     |
| Bolivia              | Municipio                                                                  | Municipiile Boliviei                   |                                                                     |
| Brazilia             | Município                                                                  | Municipiile Braziliei                  | Prefeito (primar) și "Vereador (plural: Vereadores)" (consilieri)   |
| Chile                | Comuna                                                                     | Comunele Republicii Chile              | Municipalidad (municipalitate) cu un alcalde (primar) și consilieri |
| Columbia             | Municipio                                                                  | Municipiile Columbiei                  |                                                                     |
| Costa Rica           | Municipalidad                                                              | Municipalitățile Costa Ricăi           | Notă: denumire alternativă pentru Cantoanele Costa Ricăi            |
| Cuba                 | Municipio                                                                  | Municipiile Cubei                      |                                                                     |
| Republica Dominicană | Municipio                                                                  | Municipiile Republicii Dominicane      | Ayuntamiento (consiliu municipal) și síndico (primar)               |
| Ecuador              | Municipalidad                                                              | Municipalitățile Ecuadorului           | Notă: denumire alternativă pentru Cantoanele Ecuadorului            |
| Guatemala            | Municipio                                                                  | Municipiile Guatemalei                 | Municipalidad                                                       |
| Honduras             | Municipalidad                                                              | Municipalitățile Hondurasului          | Alcalde                                                             |
| Mexic                | Municipio                                                                  | Municipiile Mexicului                  | Ayuntamiento condus de un președinte municipal                      |
| Nicaragua            | Municipio                                                                  | Municipiile Nicaraguăi                 | Alcalde                                                             |
| Filipine             | Municipalidad (spaniolă), Munisipalidad sau Munisipyo (Tagalog și Cebuano) | Municipalitățile din Filipine          | "alkalde" (primar) și "konsehal" (consilieri)                       |
| Paraguay             | Municipalidad                                                              | Municipalitățile Paraguayului          |                                                                     |
| Peru                 | Municipalidad                                                              | Municipalitățile statului Peru         |                                                                     |
| Portugalia           | Município (numit și concelho)                                              | Municipiile Portugaliei                | Câmara Municipal (executiv) și Assembleia Municipal (legislativ)    |
| Puerto Rico          | Municipio                                                                  | Municipiile statului Puerto Rico       | Alcalde și legislatura municipală                                   |
| Spania               | Municipio                                                                  | Municipiile Spaniei                    | Ayuntamiento condus de un alcalde sau Presidente de la Corporación  |
| Uruguay              | Municipio                                                                  | Municipiile Uruguayului⁠(es)[traduceți] | Alcaldía condus de un alcalde                                       |
| Venezuela            | Municipio                                                                  | Municipiile Venezuelei                 | Consejo Municipal (consiliu municipal) cu un alcalde ales           |